# Фріц Лозігкайт
Фріц Лозігкайт (нім. Fritz Losigkeit; 17 листопада 1913, Берлін — 14 січня 1994, Гюнксе) — німецький льотчик-ас винищувальної авіації, майор люфтваффе. Кавалер Лицарського хреста Залізного хреста.

## Біографія
В 1935 вступив в люфтваффе. Після закінчення авіаційного училища направлений на службу у винищувальну авіацію. В складі 3-ї ескадрильї 88-ї винищувальної ескадри легіону «Кондор» брав участь у Громадянській війні в Іспанії. 31 травня 1938 року був збитий і взятий в полон республіканцями. В лютому 1939 року звільнений. З 23 вересня 1939 року — командир 2-ї ескадрильї 26-ї винищувальної ескадри. 17 травня 1941 року відряджений у військово-повітряний аташат у складі німецького посольства в Токіо, служив інструктором японської льотної школи. З 14 лютого 1942 — командир винищувальної групи «Лозігкайт» в Норвегії, яка мала здійснювати прикриття з повітря німецьких військових кораблів. З березня 1942 року — командир 4-ї, з 1 квітня 1943 року — 1-ї групи 1-ї винищувальної ескадри, з 26 червня 1943 року — 3-ї групи 51-ї винищувальної ескадри. 1 квітня 1944 року призначений командиром своєї ескадри. Учасник Німецько-радянської війни. З 1 квітня 1945 року — командир 77-ї винищувальної ескадри. Всього за час бойових дій здійснив близько 750 бойових вильотів і збив 68 літаків, з них 56 радянських. Після війни займався бізнесом і політикою. В 1946 році став секретарем ВДП. В 1946/78 роках був комерційним представником і менеджером з маркетингу.

## Нагороди
- Нагрудний знак пілота
- Медаль «За вислугу років у Вермахті» 4-го класу (4 роки)
- Іспанський хрест в сріблі з мечами
- Почесний Кубок Люфтваффе (11 жовтня 1943)
- Німецький хрест в золоті (17 жовтня 1943)
- Лицарський хрест Залізного хреста (28 квітня 1945)
- Авіаційна планка винищувача в золоті з підвіскою «700»